# Ladislav Josef Čelakovský
Ladislav Josef Čelakovský (29. listopadu 1834 Praha – 24. listopadu 1902 tamtéž) byl český botanik, profesor pražské univerzity a člen České akademie věd. 

## Biografie
Byl syn Františka Ladislava Čelakovského a jeho první manželky Marie, rozené Ventové (1809–1944).
Studoval gymnázium ve Vratislavi, kde jeho otec působil jako profesor slavistiky. Když otec zemřel, postaral se o něho Jan Evangelista Purkyně, který zde byl též profesorem, měl také velký vliv na jeho výchovu. Maturitu složil na Akademickém gymnáziu v Praze 1. Po maturitě učil na gymnáziu v Chomutově a v letech 1860-61 a 1864-65 na gymnáziu v Ječné. Roku 1860 se stal kustodem botanického oddělení Národního muzea. Roku 1866 se habilitoval na pražské technice (dnes ČVUT), roku 1871 byl jmenován mimořádným a roku 1880 řádným profesorem botaniky na pražské Univerzitě Karlově. Stal se prvním ředitelem Katedry botaniky. Od roku 1869 byl členem Královské české společnosti nauk, od roku 1890 České akademie věd a umění a byl také členem řady učených společností v cizině.

### Rodinný život

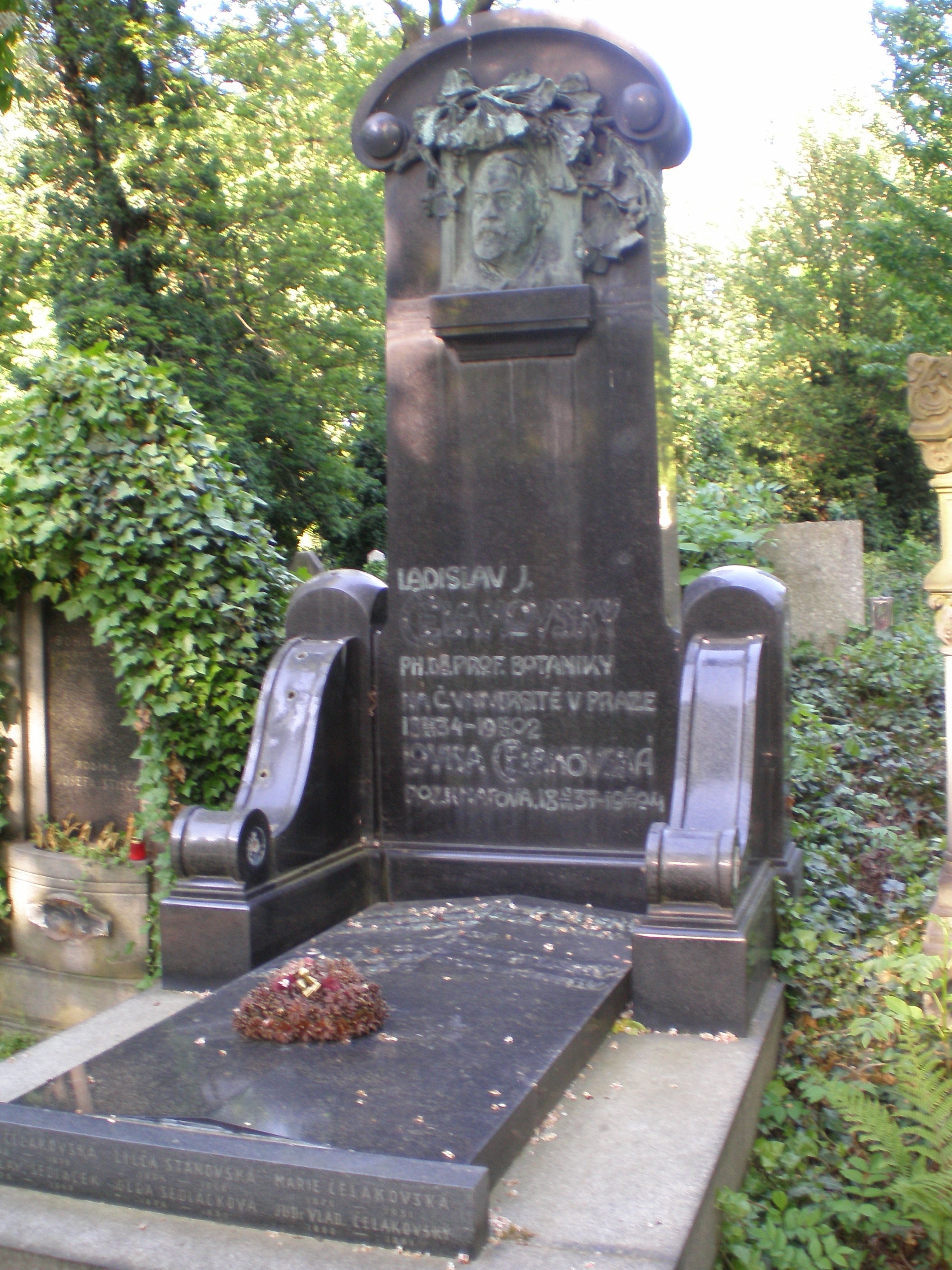
Hrob Ladislava Josefa Čelakovského na Olšanských hřbitovech v Praze

S manželkou Aloisií, rozenou Knafovou (1837–1904)měl pět dětí (z nich jeden syn zemřel v jednom roce). Jeho syn Ladislav František Čelakovský byl také botanikem a mykologem. Syn Jaromír Čelakovský byl ředitelem Zemské banky, syn Miroslav Čelakovský sekčním šéfem Zemského výboru. Je pohřben v Praze na Olšanských hřbitovech. Secesní náhrobek ze švédské žuly je vyplněn kromě jeho jména i jménem jeho manželky Luisy. V horní části náhrobku je jeho podobizna, dílo sochaře Bohumila Kafky.

## Dílo
Zabýval se hlavně morfologií rostlin, zejména květenství nahosemenných, systematikou, kde popsal řadu rostlinných druhů a kříženců. Navázal na své předchůdce, zejména na Karla Bořivoje Presla, a vytvořil první vědecký soupis květeny Českých zemí. Široce založenou „Fylogenetickou morfologii“ nedopsal a zůstala v rukopise. Byl u nás první, kdo roku 1877 referoval o Darwinově teorii a roku 1894 o ní vydal knihu nazvanou Rozpravy o Darwinově theorii. V roce 1899 prosadil zřízení botanické zahrady pro českou část pražské univerzity v Praze, Na Slupi, kde existuje dodnes. Přispíval do Riegrova slovníku a do Ottova slovníku naučného a napsal desítky článků do časopisů Vesmír, Živa, Osvěta a dalších. Kromě toho napsal několik učebnic a populárních knih o rostlinách a houbách.

## Citát
| „                 | Po smrti otcově byl osmnáctiletému Ladislavu otcovským přítelem a rádce veliký Jan Ev. Purkyně a mladý učenec nelenil podle svého slavného vzoru dbáti při svých vědeckých snahách i péče o český rozvoj básnický; vzpomíná-li naše překladová literatura s úctou, že geniální biolog Purkyně byl za mlada překladatelem básní Schillerových a Tassových do obrozující se mateřštiny, vděčí naše první souborné vydání Shakespearovo mladému Ladislavu Čelakovskému za překlady Krále Leara, Bouře i obou Jindřichů IV. | “ |
| — Jaroslav Kvapil | |   |

## Hlavní spisy
- Analytická květena Čech, Moravy a rakouského Slezska. Praha 1879 (1. vyd., 412 str.), 1887 (2. vyd., 430 str.), 1897 (3. vyd., 456 str.)
- Názorný přírodopis všech tří říší. Díl druhý.
- Prodromus květeny české 1.–4. Praha 1868–1889
- Přírodopisný atlas rostlinstva. Praha 1866, 1873 a 1889
- Rozpravy o Darwinově theorii. Praha 1894

### Popsané druhy
Podle databáze INPI popsal 208 rostlinných druhů.
Pro autorskou značku Čelak. eviduje databáze IPNI tento seznam popsaných rostlin.

## Překlady
Vedle vědecké činnosti se v mládí zabýval také překladatelstvím a přeložil do češtiny několik Shakespearových dramat.

### Online dostupná díla autora
- Přírodopisný atlas rostlinstva, 1873. Dostupné online.
- Lišejníky co dvojité bytosti rostlinné, 1876. Dostupné online.